# Ulrich Putsch
Ulrich Putsch (noto anche come Ulrich II; ... – 29 agosto 1437) è stato un vescovo cattolico italiano. 
Fu vescovo di Bressanone.

## Biografia
Ulrich Putsch proveniva da una famiglia borghese di Donauwörth; suo padre Jacob completò gli studi teologici e giuridici in Italia, mentre suo fratello Heinrich fu abate di Wilten. Suo nipote Ulrich appartenne ai Consigli dell'imperatore Federico III, Massimiliano I e Carlo V e fu suocero di Giovanni Cuspinian.
Nel 1407, come notaio giurato, divenne cancelliere notarile del duca Federico IV d'Asburgo, nel 1411 parroco di Tisens e nel 1412 segretario del duca. Nel 1412 il duca lo nominò parroco del Tirolo presso Merano. Dal 1413 al 1427 fu cancelliere del duca e nel 1415 suo inviato presso il re Sigismondo a Perpignano. Dal 1417 al 1427 fu canonico a Bressanone.
Nel 1426 tradusse La luce dell'anima, "una versione estesa dell'anime Lumen", ampiamente usata come manuale del predicatore.
Per volontà del duca, il 4 novembre 1427 fu eletto vescovo di Bressanone dal capitolo della cattedrale. I suoi oppositori - tra cui Oswald von Wolkenstein - tentarono di sventare la conferma dell'elezione da parte di Salisburgo e di Roma fingendo che soffrisse di epilessia. La conferma di papa Martino V arrivò finalmente il 19 gennaio 1428. Poiché l'arcivescovo di Salisburgo, Eberhard IV von Starhemberg, si rifiutò di consacrarlo, la consacrazione episcopale ebbe luogo a Venezia. Nel 1429 si trasferì a Bressanone.
Un unico diario redatto di suo pugno, fornisce informazioni sul suo episcopato. Fondò numerose chiese e cappelle e mantenne buoni rapporti con i monasteri. Fece costruire la cappella dell'Epifania sul lato nord della cattedrale di Bressanone e fece allestire una ricca collezione di libri.
Fu sepolto nella cappella dell'Epifania; la sua lapide è ora sulla facciata della cattedrale.

## Genealogia episcopale
La genealogia episcopale è:
- Arcivescovo Filippo Paruta
- Vescovo Ulrich Putsch